# 西勒克斯 (阿肯色州)
西勒克斯（英語：Silex）是位於美國阿肯色州波普縣的一個非建制地區。該地的面積和人口皆未知。

## 地理
西勒克斯的座標為35°30′02″N 93°12′09″W / 35.50056°N 93.20250°W，而該地的平均海拔高度為278米（即912英尺）。